# أوبن دي سويد فارجاردا - سباق الطريق 2016
أوبن دي سويد فارجاردا - سباق الطريق 2016 هو سباق دراجات هوائية، وهو الموسم الحادي عشر من أوبن دي سويد فارجاردا - سباق الطريق، وأقيم في 21 أغسطس 2016 ضمن سباقات طواف العالم للدراجات للسيدات 2016، وشارك فيه  105 متسابقاً ووصل إلى نهايته  90 متسابقاً.
فاز بالمركز الأول إميليا فهلين، وبالمركز الثاني لوتا ليبيستو، وبالمركز الثالث شانتال بلاك.

## الفرق
| فرق سيدات محترفة (16)- يو أي أيه تيم ‏ - بيبينك ‏ - Team Virtu Cycling Women ‏ - إس دي وركس ‏ - BTC City Ljubljana ‏ - كانيون–إس آر إيه إم ‏ - Équipe Paule Ka ‏ - Cylance Pro Cycling (women's team) ‏ - دروبز 2016 ‏ - هايتك بوردكتس 2016 ‏ - Lensworld–Kuota ‏ - ليف بلانتور 2016 ‏ - Liv AlUla Jayco ‏ - باركهوتل فالكنبورغ كونتيننتال 2016 ‏ - ليف ريسينغ ‏ - Wiggle High5 Pro Cycling ‏ فرق وطنية (3)- فريق فنلندا لركوب الدراجات للسيدات 2016‏ - فريق النرويج لركوب الدراجات للسيدات 2016 ‏ - فريق السويد لركوب الدراجات للسيدات 2016‏ |  |
| |  |

## التصنيف العام النهائي
| التصنيف العام          | التصنيف العام           | التصنيف العام             | التصنيف العام | التصنيف العام |
| المتسابقة              | المتسابقة               | الفريق                    | الوقت         |               |
| ---------------------- | ----------------------- | ------------------------- | ------------- | ------------- |
| 1                      | إميليا فهلين            | يو أي أيه تيم ‏            | 3 س 35 د 31 ث |               |
| 2                      | لوتا ليبيستو            | Équipe Paule Ka ‏          | + 0 ث         |               |
| 3                      | شانتال بلاك             | إس دي وركس ‏               | + 0 ث         |               |
| 4                      | ايمي بيترز              | Wiggle High5 Pro Cycling ‏ | + 0 ث         |               |
| 5                      | ماريا جوليا كونفالونيري | Lensworld–Kuota ‏          | + 2 ث         |               |
| 6                      | هانا بارنز              | كانيون–إس آر إيه إم ‏      | + 3 ث         |               |
| 7                      | أماندا سبرات            | Liv AlUla Jayco ‏          | + 3 ث         |               |
| 8                      | Julia Soek ‏             | فريق سنويب للسيدات ‏       | + 4 ث         |               |
| 9                      | شارا جيلو               | ليف ريسينغ ‏               | + 6 ث         |               |
| 10                     | روكسان كنيتيمان         | ليف ريسينغ ‏               | + 13 ث        |               |
|                        |                         |                           |               |               |
| مصدر: Cycling Quotient |                         |                           |               |               |